# Mnemosyne braziliensis
Mnemosyne braziliensis är en insektsart som beskrevs av Van Stalle 1987. Mnemosyne braziliensis ingår i släktet Mnemosyne och familjen kilstritar. Inga underarter finns listade i Catalogue of Life.